# Piper baramense
Piper baramense är en pepparväxtart som beskrevs av C. Dc.. Piper baramense ingår i släktet Piper och familjen pepparväxter. Inga underarter finns listade i Catalogue of Life.